# Ромащенко, Константин Юрьевич
Константин Юрьевич Ромащенко (укр. Костянтин Юрійович Ромащенко) — украинский ботаник, кандидат биологических наук, сотрудник  отдела геоботаники и экологии Института ботаники имени Н. Г. Холодного Национальной академии наук Украины. С 2015 года — отдел ботаники Смитсоновского института.

## Виды растений, определенные Ромащенко
- Jarava atacamensis (Parodi)Peñail. (принят как Pappostipa Romasch.)
- Pappostipa chrysophylla  (Desv.) Romasch. [syn.  Stipa chrysophylla Desv.basionym]
- Pappostipa frigida  Romasch. [syn.  Stipa frigida Phil.basionym]
- Pappostipa humilis  Romasch.[syn.  Stipa humilis Cav.basionym]
- Pappostippa ibarii  Romasch.
- Pappostipa nana Romasch.[syn.  Stipa nana Speg.basionym]

## Публикации
- Romaschenko K, Peterson PM, Soreng RJ, Garcia-Jacas N, Futorna O, Susanna A. 2012. Systematics and evolution of the needle grasses (Poaceae: Pooideae: Stipeae) based on analysis of multiple chloroplast loci, ITS, and lemma micromorphology. Taxon. 61:18-44
- Romaschenko, K. Peterson, P.M. & Soreng, R.J. 2008 Molecular phylogenetic Analysis of the American Stipeae (Poaceae) resolves Jarava sensu lato polyphyletic: evidence of a new genus Pappostipa
- Soreng RJ et al A worldwide phylogenetic classification of the Poaceae (Gramineae)
- Peterson PM-. Romaschenko K G Johnson 2010 A classification of Chloridoideae Mol Phylogenetic and Evol. 55:580-598